# Sahem al-Joulane
Sahem al-Joulane (en arabe : سحم الجولان, Saḩam al Jawlān), est une petite ville du sud de la Syrie, rattachée administrativement au gouvernorat de Deraa. Faisant partie du district de Deraa, elle est bordée par les localités de Nafi'ah à 2,7 km à l'ouest, Tasil à 3,8 km au sud, Kafr Tamit à 2,2 km à l'est, et Hayt à 2,3 km au sud. Saham al-Jawlan se situe à 23 km de la ville de Deraa.
En 2004, sa population était de 6 572 habitants. La plupart des habitants de Saham al-Jawlan travaillent dans la culture de céréales, d'olives et de légumes.

## Histoire

### Antiquité
Le village comporte des ruines datant du IVe siècle. Selon certaines sources, il correspondrait à la cité biblique de Golan en Gaulanitide.

## Règne ottoman
En 1596, la localité de Sahem al-Joulane est mentionnée dans des registres d'impôts ottomans. Elle fait alors partie du nahié de Jawlan Sarqi, dans le sandjak du Hauran. Sa population était entièrement musulmane ; le village se composait de 22 foyers et de 15 habitats de célibataires. Les habitants devaient payer des taxes sur le blé, l'orge et les diverses récoltes, ainsi que sur les chèvres et les ruches d'abeilles.
En 1891, la société Agudat Ahim, basée à Yekatrinoslav, en Russie, achète 100 km2 de terres à al-Jawlan afin d'en faire des parcelles de culture pour les Juifs. À cause de l'interdiction de l'achat de terre par des Juifs palestiniens mise en place sous l'Empire ottoman, les terres sont acquises par le baron Edmond de Rothschild. En 1895, le village de Tiferet Binyamin est construit sur ces parcelles, mais les Juifs ont été contraints de quitter le village en juillet 1896, lorsque les Ottomans expulsent 17 familles non-turques et ordonnent aux Juifs d'Europe de l'Est du plateau du Golan de quitter le territoire. Lorsqu'ils réessayent de s'installer à Tiferet Binyamin avec des Juifs syriens, citoyens ottomans, ils échouent et sont à nouveau expulsés.
Entre 1921 et 1930, durant le mandat français, Rothschild autorise l'Association de colonisation de la Palestine juive (en) à s'installer à Tiferet Binyamin et à gérer le village en collectant les rentes des paysans arabes locaux.